# Piney Woods
Piney Woods è ecoregione terrestre degli Stati Uniti meridionali che copre una superficie di 140.900 km², compresa tra l'East Texas, Arkansas meridionale, la Louisiana occidentale e Oklahoma meridionale. L'ecoregione è dominata dalle foreste di conifere, e presenta diverse specie di pino, compreso il Pinus palustris, il Pinus echinata, il Pinus taesa, così come diverse essenze vegetali dai legni duri, tra cui quelle del genere Carya e Quercus. Il World Wide Fund for Nature (WWF) ritiene che la Piney Woods sia una delle ecoregioni in pericolo critico negli Stati Uniti.